# Kostas Giannoulis
Konstantinos "Kostas" Nikolaos Giannoulis (Grieks: Κωνσταντίνος Νικόλαος Γιαννούλης; Katerini, 9 december 1987) is een Grieks voormalig professioneel voetballer die doorgaans speelde als linksback. Tussen 2005 en 2024 was hij actief voor Panionios, Pierikos, Iraklis Saloniki, 1. FC Köln, Atromitos, Olympiakos, Asteras Tripolis, Paphos en OFI Kreta. Giannoulis debuteerde in 2011 in het Grieks voetbalelftal.

## Clubcarrière
Giannoulis begon zijn carrière bij Panionios, maar kwam daar niet tot een debuut in de hoofdmacht. Hij werd verhuurd aan Pierikos, waarmee hij promoveerde naar de Beta Ethniki. In de zomer van 2007 verkaste hij naar Iraklis Saloniki. Giannoulis speelde er drie jaar, waarna hij bij 1. FC Köln tekende. Voor die club kwam hij nooit in actie. In 2011 keerde de vleugelverdediger terug in eigen land bij Atromitos. Na drie seizoenen als vaste waarde voor Atromitos werd Giannoulis overgenomen door Olympiakos. Voor Olympiakos speelde de Griek zeven competitiewedstrijden en na één seizoen trok hij naar Asteras Tripolis, waar hij zijn handtekening zette onder een tweejarige verbintenis.
Na drie seizoenen liet Giannoulis die club achter zich. Hierop tekende Giannoulis voor twee jaar bij Paphos. Binnen een maand besloot Giannoulis zijn contract in te leveren vanwege persoonlijke omstandigheden. Op dat moment had hij één wedstrijd voor Pafos gespeeld. Per januari 2019 ging de verdediger voor OFI Kreta spelen. In de zomer van 2024 besloot Giannoulis op zesendertigjarige leeftijd een punt te zetten achter zijn actieve loopbaan.

## Interlandcarrière
Giannoulis debuteerde op 15 november 2011 in het Grieks voetbalelftal. Op die dag werd met 1–3 verloren van Roemenië. De verdediger mocht van bondscoach Fernando Santos in de basis beginnen en speelde het gehele duel mee. De andere debutanten dit duel waren Stefanos Kapino (Panathinaikos) en Stelios Malezas (PAOK Saloniki).
| Interlands van Kostas Giannoulis voor Griekenland | Interlands van Kostas Giannoulis voor Griekenland | Interlands van Kostas Giannoulis voor Griekenland | Interlands van Kostas Giannoulis voor Griekenland | Interlands van Kostas Giannoulis voor Griekenland | Interlands van Kostas Giannoulis voor Griekenland | Interlands van Kostas Giannoulis voor Griekenland |
| №                                                 | Datum                                             | Wedstrijd                                         | Uitslag                                           | Competitie                                        | Goals                                             |                                                   |
| Als speler bij Atromitos                          | Als speler bij Atromitos                          | Als speler bij Atromitos                          | Als speler bij Atromitos                          | Als speler bij Atromitos                          | Als speler bij Atromitos                          | Als speler bij Atromitos                          |
| ------------------------------------------------- | ------------------------------------------------- | ------------------------------------------------- | ------------------------------------------------- | ------------------------------------------------- | ------------------------------------------------- | ------------------------------------------------- |
| 1                                                 | 15 november 2011                                  | Griekenland – Roemenië                            | 1 – 3                                             | Vriendschappelijk                                 |                                                   |                                                   |